# シャルロット＝マルグリット・ド・モンモランシー
シャルロット＝マルグリット・ド・モンモランシー（Charlotte-Marguerite de Montmorency, 1594年5月11日 - 1650年12月2日）は、ブルボン朝期のフランスの貴族。コンデ公アンリ2世と結婚した。

## 生涯
モンモランシー公アンリ1世と2度目の妻ルイーズ・ド・ビュドの娘として誕生。コンネタブル・ド・フランスの地位にあったヴァロワ朝期の名将アンヌ・ド・モンモランシーの孫にあたる。ブロンドの髪をした美貌の女性として知られ、宮廷に出入りしていた1609年前後にフランス王アンリ4世の愛妾となった。しかしシャルロットは40歳以上年上の王を嫌い、（未婚女性を愛妾とすることを避けるため当てがわれた）夫のコンデ公アンリ2世とともに彼の所領へ逃亡した。その後シャルロットは王からの召喚に応じず、1610年にアンリ4世が急死したのはシャルロットを年甲斐もなく追い回したためだと噂された。
容貌が醜かったと言われる夫アンリ2世との夫婦仲は良好であった。同時代の多くのフランス貴族同様、アンリ2世は王太后マリー・ド・メディシスのお気に入りであるアンクレ侯爵コンチーノ・コンチーニ支配と厳しく対決した。1616年9月、アンリ2世とシャルロットは逮捕され、ヴァンセンヌ城に投獄された。夫妻の長女アンヌは、夫妻が投獄中に生まれた。
1632年、シャルロットの実弟であるモンモランシー公アンリ2世がリシュリューに対する陰謀を企んだとして処刑されたため、シャルロットはモンモランシー公位を継承した。その後、モンモランシー公位はコンデ公家の称号の一つとなった。

## 子女
- アンヌ（1619年 - 1679年）
- ルイ2世（1621年 - 1686年） - コンデ公。大コンデの別名で有名。
- アルマン（1629年 - 1666年） - コンティ公。ブルボン＝コンティ家の祖。